# Albert Vallci
Albert Vallci (Voitsberg, 2 luglio 1995) è un calciatore austriaco, difensore del San Gallo.

## Carriera

### Club
Il 18 gennaio 2019 viene acquistato a titolo definitivo per 750.000 euro dalla squadra austriaca del Salisburgo.

### Nazionale
Il 2 giugno 2019 riceve la sua prima convocazione dalla nazionale austriaca per la partita valida per le qualificazioni agli Europei 2020 contro la Macedonia del Nord del 10 giugno 2019.

## Statistiche

### Presenze e reti nei club
Statistiche aggiornate al 2 maggio 2021.
| Stagione                | Squadra                 | Campionato              | Campionato | Campionato | Coppe nazionali | Coppe nazionali | Coppe nazionali | Coppe continentali | Coppe continentali | Coppe continentali | Altre coppe | Altre coppe | Altre coppe | Totale | Totale |
| Stagione                | Squadra                 | Comp                    | Pres       | Reti       | Comp            | Pres            | Reti            | Comp               | Pres               | Reti               | Comp        | Pres        | Reti        | Pres   | Reti   |
| ----------------------- | ----------------------- | ----------------------- | ---------- | ---------- | --------------- | --------------- | --------------- | ------------------ | ------------------ | ------------------ | ----------- | ----------- | ----------- | ------ | ------ |
| gen.-giu. 2013          | Kapfenberger II         | RL                      | 1          | 0          | -               | -               | -               | -                  | -                  | -                  | -           | -           | -           | 1      | 0      |
| 2013-apr. 2014          | Kapfenberger II         | RL                      | 24         | 3          | -               | -               | -               | -                  | -                  | -                  | -           | -           | -           | 24     | 3      |
| nov. 2014-gen. 2015     | Kapfenberger II         | LL                      | 9          | 1          | -               | -               | -               | -                  | -                  | -                  | -           | -           | -           | 9      | 1      |
| Totale Kapfenberger II  | Totale Kapfenberger II  | Totale Kapfenberger II  | 34         | 4          |                 | -               | -               |                    | -                  | -                  |             | -           | -           | 34     | 4      |
| apr.-giu. 2014          | Kapfenberger            | EL                      | 2          | 0          | CA              | 0               | 0               | -                  | -                  | -                  | -           | -           | -           | 2      | 0      |
| lug.-nov. 2014          | Kapfenberger            | EL                      | 5          | 0          | CA              | 1               | 0               | -                  | -                  | -                  | -           | -           | -           | 6      | 0      |
| Totale Kapfenberger     | Totale Kapfenberger     | Totale Kapfenberger     | 7          | 0          |                 | 1               | 0               |                    | -                  | -                  |             | -           | -           | 8      | 0      |
| gen.-giu. 2015          | Lafnitz                 | RL                      | 12         | 0          | CA              | 0               | 0               | -                  | -                  | -                  | -           | -           | -           | 12     | 0      |
| 2015-2016               | Lafnitz                 | RL                      | 25         | 1          | CA              | 0               | 0               | -                  | -                  | -                  | -           | -           | -           | 25     | 1      |
| Totale Lafnitz          | Totale Lafnitz          | Totale Lafnitz          | 37         | 1          |                 | 0               | 0               |                    | -                  | -                  |             | -           | -           | 37     | 1      |
| 2016-2017               | Horn                    | EL                      | 32         | 4          | CA              | 2               | 0               | -                  | -                  | -                  | -           | -           | -           | 34     | 4      |
| 2017-2018               | Wacker Innsbruck        | EL                      | 33         | 3          | CA              | 2               | 0               | -                  | -                  | -                  | -           | -           | -           | 35     | 3      |
| 2018-gen. 2019          | Wacker Innsbruck        | BL                      | 16         | 0          | CA              | 3               | 2               | -                  | -                  | -                  | -           | -           | -           | 19     | 2      |
| Totale Wacker Innsbruck | Totale Wacker Innsbruck | Totale Wacker Innsbruck | 49         | 3          |                 | 5               | 2               |                    | -                  | -                  |             | -           | -           | 54     | 5      |
| gen.-giu. 2019          | Salisburgo              | BL                      | 10         | 1          | CA              | 1               | 0               | UCL+UEL            | 0+1                | 0                  | -           | -           | -           | 12     | 1      |
| 2019-2020               | Salisburgo              | BL                      | 18         | 2          | CA              | 3               | 0               | UCL+UEL            | 1+1                | 0                  | -           | -           | -           | 23     | 2      |
| 2020-2021               | Salisburgo              | BL                      | 17         | 1          | CA              | 5               | 1               | UCL+UEL            | 2+2                | 0                  | -           | -           | -           | 26     | 2      |
| Totale Salisburgo       | Totale Salisburgo       | Totale Salisburgo       | 45         | 4          |                 | 9               | 1               |                    | 7                  | 0                  |             | -           | -           | 56     | 5      |
| Totale carriera         | Totale carriera         | Totale carriera         | 204        | 16         |                 | 17              | 3               |                    | 7                  | 0                  |             | -           | -           | 228    | 19     |

## Palmarès

### Club

#### Competizioni nazionali
- Campionato austriaco: 4

Salisburgo: 2018-2019, 2019-2020, 2020-2021, 2021-2022
- Coppa d'Austria: 3

Salisburgo: 2018-2019, 2019-2020, 2020-2021
- Erste Liga: 1

Wacker: 2017-2018